# Mistrzostwa Świata w Biegach Przełajowych 1994
22. Mistrzostwa Świata w Biegach Przełajowych – zawody lekkoatletyczne, które odbyły się 26 marca 1994 roku w Budapeszcie (Węgry).

## Rezultaty

### Seniorzy

#### Indywidualnie
| Medal  | Zawodnik           | Czas      |
| Złoto  | William Sigei      | 34:29 min |
| Srebro | Simon Chemoiywo    | 34:30 min |
| Brąz   | Haile Gebrselassie | 34:32 min |

#### Drużynowo
| Medal  | Zawodnik | Punkty  |
| Złoto  | Kenia William Sigei (1) Simon Chemoiywo (2) Paul Tergat (4) James Songok (6) Shem Kororia (9) Dominic Kirui (12)            | 34 pkt  |
| Srebro | Maroko Khalid Skah (5) Salah Hissou (11) Elarbi Khattabi (14) Khaled Boulami (15) Mohamed Issangar (16) Brahim Lahlafi (22) | 83 pkt  |
| Brąz   | Etiopia Haile Gebrselassie (3) Addis Abebe (7) Ayele Mezgebu (8) Ibrahim Seid (35) Tegenu Abebe (37) Lemi Erpassa (43)      | 133 pkt |

### Juniorzy

#### Indywidualnie
| Medal  | Zawodnik      | Czas      |
| Złoto  | Philip Mosima | 24:15 min |
| Srebro | Daniel Komen  | 24:17 min |
| Brąz   | Abreham Tsige | 24:46 min |

#### Drużynowo
| Medal  | Zawodnik | Punkty |
| Złoto  | Kenia    | 18 pkt |
| Srebro | Etiopia  | 27 pkt |
| Brąz   | Maroko   | 78 pkt |

### Kobiety

#### Indywidualnie
| Medal  | Zawodnik            | Czas      |
| Złoto  | Hellen Chepngeno    | 20:45 min |
| Srebro | Catherina McKiernan | 20:52 min |
| Brąz   | Conceição Ferreira  | 20:52 min |

#### Drużynowo
| Medal  | Zawodnik                                                                                    | Punkty |
| Złoto  | Portugalia Conceição Ferreira (3) Albertina Dias (5) Fernanda Ribeiro (10) Mónica Gama (37) | 55 pkt |
| Srebro | Etiopia Merima Denboba (4) Getenesh Urge (14) Asha Gigi (19) Berhane Adere (28)             | 65 pkt |
| Brąz   | Kenia Hellen Chepngeno (1) Joyce Chepchumba (18) Jane Omoro (25) Helen Kimaiyo (31)         | 75 pkt |

### Juniorki

#### Indywidualnie
| Medal  | Zawodnik            | Czas      |
| Złoto  | Sally Barsosio      | 14:04 min |
| Srebro | Rose Cheruiyot      | 14:05 min |
| Brąz   | Elizabeth Cheptanui | 14:15 min |

#### Drużynowo
| Medal  | Zawodnik | Punkty |
| Złoto  | Kenia    | 11 pkt |
| Srebro | Etiopia  | 46 pkt |
| Brąz   | Japonia  | 60 pkt |

## Tabela medalowa
| Miejsce | Kraj       | Złoto | Srebro | Brąz | Razem |
| 1.      | Kenia      | 7     | 3      | 2    | 12    |
| 2.      | Portugalia | 1     | 0      | 1    | 2     |
| 3.      | Etiopia    | 0     | 3      | 3    | 6     |
| 4.      | Maroko     | 0     | 1      | 1    | 2     |
| 5.      | Irlandia   | 0     | 1      | 0    | 1     |
| 6.      | Japonia    | 0     | 0      | 1    | 1     |